# Stalag Luft I
Stalag Luft I was tijdens de Tweede Wereldoorlog  een krijgsgevangenenkamp in Barth, Noord-Duitsland, speciaal voor de geallieerde luchtmacht.  Bij de bevrijding door Russische troepen op 30 april 1945 bevonden er zich circa 9000 krijgsgevangenen in het kamp: 7588 Amerikanen en 1351 Britten. 

## Geschiedenis
Het kamp werd in 1941 geopend om krijgsgevangen Britse officieren onder te brengen. Zij werden echter in april 1942 naar andere kampen overgeplaatst, waarna Stalag Luft 1 werd gesloten. Het kamp heropende in oktober 1942. De eerste bewoners waren 200 RAF onderofficieren die uit Stalag Luft III kwamen. Vanaf 1943 werden ook Amerikaans krijgsgevangenen in dit kamp geïnterneerd.
Op 30 april 1945 kregen de gevangenen de opdracht het kamp te verlaten omdat het Rode Leger dichterbij kwam. Kolonel Hubert Zemke, de hoogste Amerikaanse officier in Slalag Luft I weigerde de gevangen militairen dit bevel te geven.  Na onderhandelingen tussen Zemke en de Duitse kampcommandant werd besloten dat de Duitse soldaten die als bewakers dienst deden om onnodig bloedvergieten te voorkomen mochten vertrekken, en dat de gevangenen achter zouden blijven. Op 1 mei arriveerden de Russen. De krijgsgevangenen hadden een band om hun arm waarop in het Russisch hun nationaliteit vermeld stond. Dit garandeerde dat zij, anders dan de plaatselijke Duitse bevolking, door de Russen met respect zouden worden behandeld. 
Aanvankelijk was er sprake van dat de voormalige krijgsgevangenen via Odessa per schip zouden worden gerepatrieerd. Uiteindelijk gaven de Russen echter toestemming voor evacuatie per vliegtuig. Tussen 13 en 15 mei 1945 werden de krijgsgevangenen met Amerikaanse vliegtuigen geëvacueerd.  De Britse gevangenen gingen rechtstreeks naar Groot-Brittannië; de Amerikanen werden naar een kamp bij Le Havre gebracht en vandaar per schip naar de Verenigde Staten.

## Commandanten
- Oberst Hartwig von Winckler, maart 1940 - juni 1940
- Major Roland von Oertzen, juni 1940 - mei 1941
- Major Burkhardt, mei 1942 - april 1942
- Oberst Willibald Scherer, oktober 1942 - januari 1945
- Oberst Warnstadt, januari 1945 - april 1945

## Bekende gevangenen
- Nick Alkemade, hij overleefde een val van 5500 meter zonder parachute
- Hedley 'Bill' Fowler,  Britse luitenant die op 9 september 1942 uit Oflag IV-C (Slot Colditz) ontsnapte
- Jimmy James, Britse vlieger die  beroemd is om zijn ontsnappingen uit Duits krijgsgevangenschap
- Donald Pleasence, later acteur
- Art Starratt, stortte in 1944 bij Vijfhuizen neer.